# Грихновщина
Грихновщина — исчезнувшая деревня на территории современной Полновской волости Гдовского района Псковской области; до революции — Спицинской волости Гдовского уезда Санкт-Петербургской губернии.

## География
Деревня находится в местности древнего ударного кратера, получившего название по главной деревне округи Мишина Гора название Мишиногорский кратер.

## История
Народное предание гласит, что в древности эти земли принадлежали некоему Борису, у которого было четыре сына: Михаил, Кирилл, Григорий и Самуил. По отцу эта местность была названа Борисовым полем, а от имён его сыновей — образовавшиеся здесь деревни: Мишина Гора, Кирево, Грихновщина и Самуйликово.
В марте 1867 в Мишиной Горее, центре православного церковного прихода, начали строить церковь, которую освятили в честь святой Троицы. К приходу церкви были причислены следующие деревни: Мишина Гора, Кирево, Грихновщина, Самуиликово, Журавово, Малинница, Лядинки, Большой Хатраж, Малый Хатраж и Пеньково.
На послевоенных картах (с 1949 года) Мишина Гора, Кирево, Грихновщина и Самуйликово обозначались под одним названием — деревня Борисово.
Официально деревни Грихновщина и Мишина Гора Полновского сельского совета Гдовского района Псковской области была сняты с регистрационного учёта, войдя в состав соседней деревни Самуйликово, согласно решению Псковского облисполкома № 453 от 17 ноября 1983 года.
В настоящее время все селения бывшего Борисова поля опустели.